# Glavičasta kost
Glavičasta kost (lat. os capitatum) je kost koja se nalazi u distalnom redu kosti pešća, smještena između trapezoidne kosti i kukaste kosti.   
Gornja ploština kosti uzglobljena je s polumjesečastom kosti, a donja ploština sadrži ploštine za zglobove s 2., 3., i 4. kosti zapešća.
Medijalna ploština uzglobljena je s kukastom kosti, a lateralna s čunastom kosti. 
Palmarna i dorzalna ploština služe kao hvatište za zglobne sveze i mišiće.